# ولادو کاسالو
ولادو کاسالو (کرواتی: Vlado Kasalo؛ زادهٔ ۱۱ نوامبر ۱۹۶۲) بازیکن فوتبال اهل یوگسلاوی بود.
از باشگاه‌هایی که در آن بازی کرده‌است می‌توان به باشگاه فوتبال اوسیک، باشگاه فوتبال دینامو زاگرب، باشگاه فوتبال ماینتس ۰۵، و باشگاه فوتبال نورنبرگ اشاره کرد.
وی همچنین در تیم‌های ملی فوتبال یوگسلاوی و کرواسی بازی کرده‌است.